# THE ALFEE CLASSICS II
『THE ALFEE CLASSICS II THE ALFEE with Royal Philharmonic Orchestra』（ジ・アルフィー・クラシックス・ツー ジ・アルフィー・ウィズ・ロイヤル・フィルハーモニック・オーケストラ）は、1996年12月16日に発売されたTHE ALFEE2枚目のクラシックスアルバム。

## 概要
THE ALFEE楽曲とクラシック音楽を融合させる企画の第2弾アルバム。ロイヤル・フィルハーモニー管弦楽団とのコラボレーションであり、編曲は服部克久。ジャケットデザインは福田繁雄が担当。

## 収録曲
1. チャイコフスキー：交響曲第5番ホ短調作品64〜まだ見ぬ君への愛の詩
作詞・作曲：高見沢俊彦/編曲：THE ALFEE with 服部克久
2. ハチャトゥリアン：舞踊組曲「ガイーヌ」より「剣の舞」〜MASQUERADE LOVE
作詞・作曲：高見沢俊彦/編曲：THE ALFEE with 服部克久
3. ムソルグスキー：交響詩「禿山の一夜」〜幻夜祭
作詞：高見沢俊彦・高橋研/作曲：高見沢俊彦/編曲：THE ALFEE with 服部克久
4. ベートーヴェン：ヴァイオリン協奏曲ニ長調作品61〜 PROMISED LOVE
作詞・作曲：高見沢俊彦/編曲：THE ALFEE with 服部克久
5. ヴェルディ：歌劇「イル・トロヴァトーレ」第2幕よりジプシーの合唱「朝の光がさしてきた」（アンヴィル・コーラス）〜 愛こそ力〜Power for Love〜
作詞・作曲：高見沢俊彦/編曲：THE ALFEE with 服部克久
6. バッハ：管弦楽組曲第2番ロ短調 BWV1067より「ポロネーズ」〜 LOVE
作詞・作曲：高見沢俊彦 編曲：THE ALFEE with 服部克久
7. モーツァルト：ピアノ協奏曲第21番ハ長調 KV467〜 LIBERTY BELL
作詞・作曲：高見沢俊彦/編曲：THE ALFEE with 服部克久
1997年の大阪国際女子マラソンイメージソング。『夢よ急げ -大阪国際女子マラソンイメージソング・アルバム-』にもボーナストラックとして収録されている。
8. チャイコフスキー：交響曲第6番ロ短調 作品74「悲愴」〜雨の肖像
作詞・作曲：高見沢俊彦/編曲：THE ALFEE with 服部克久
9. エルガー：行進曲「威風堂々」（第1番）作品39〜 LOVE NEVER DIES
作詞・作曲：高見沢俊彦/編曲：THE ALFEE with 服部克久
10. オーケストラ・バージョン 倖せのかたち 〜Send My Heart〜
作詞・作曲：高見沢俊彦/編曲：THE ALFEE with 服部克久

クレジット上は全曲「作詞・作曲」とあるが、track4・7・9の3曲についてはインストゥルメンタル。

## 品番
CD：PCCA-01052